# Tahar Tamsamani
Tahar Tamsamani (en arabe : طاهر التمسماني) est un boxeur marocain né le 10 septembre 1980 à Marrakech.

## Carrière
Lors des Jeux olympiques de Sydney en 2000, il remporte la médaille de bronze dans la catégorie poids plumes (-57 kg). Champion d'Afrique à Yaoundé en 2003 en poids légers, il participe aux Jeux olympiques d'Athènes en 2004 où il est éliminé dès le premier tour par l'ougandais Sam Rukundo tout comme aux Jeux olympiques de Pékin en 2008 en étant sorti par l'italien Domenico Valentino. Il est aussi médaillé d'argent en moins de 60 kg aux Jeux panarabes de 2007 au Caire.

## Parcours aux Jeux olympiques
Jeux olympiques d'été de 2000 à Sydney (poids plumes) :
- Bat Park Heung-min (Corée du sud) 21-14
- Bat Israël Héctor Perez (Argentine) 21-18
- Perd contre Bekzat Sattarkhanov (Kazakhstan) 10-22

Jeux olympiques d'été de 2004 à Athènes (poids légers) : 
- Perd contre Sam Rukundo (Ouganda) 22-30 au 1er round.

Jeux olympiques d'été de 2008 à Pékin (poids légers) : 
- Perd contre Domenico Valentino 5-14 au 1er round.